# Jakkit Chosimar
Jakkit Chosimar (thailändisch จักรกฤษณ์ โชสิมา, * 31. August 1997) ist ein thailändischer Fußballspieler.

## Karriere
Jakkit Chosimar erlernte das Fußballspielen in der Schulmannschaft des College of Asian Scholars. 2020 unterschrieb er einen Vertrag beim Khon Kaen FC. Der Verein aus Khon Kaen spielte in der zweiten thailändischen Liga, der Thai League 2. Sein Zweitligadebüt für Khon Kaen gab er am 18. Oktober 2020 im Auswärtsspiel beim Uthai Thani FC. Hier stand er in der Startelf und spielte die kompletten 90 Minuten. Für Khon Kaen absolvierte er fünf Zweitligaspiele. Ende Juni 2021 wurde sein Vertrag nicht verlängert. 2022 schloss er sich dem Amateurverein Banthaen VP United an.